# Rassul Gamsatowitsch Gamsatow

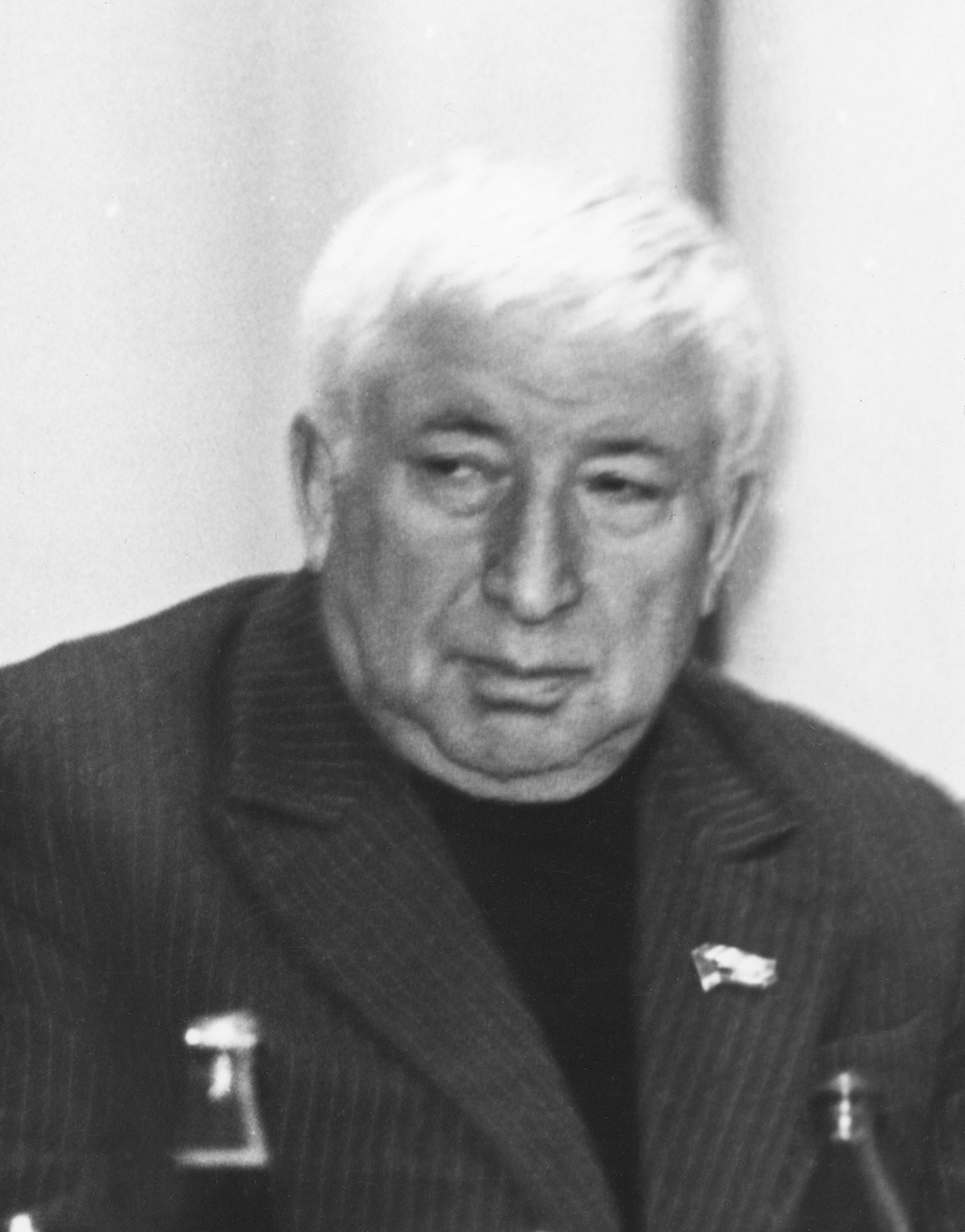
1989

Rassul Gamsatowitsch Gamsatow (russisch Расул Гамзатович Гамзатов, awarisch Расул ХӀамзатов oder ХӀамзатил Расул; * 8. September 1923 in Zada, Dagestanische ASSR; † 3. November 2003 in Moskau) war ein awarischer Dichter, Schriftsteller und Politiker.

## Leben und Wirken
Rassul Gamsatow wurde am 8. September 1923 als Sohn des Dichters Gamsat Zadassa im Dorf Zada in der Autonomen Sozialistischen Sowjetrepublik (ASSR) Dagestan geboren. Anfangs arbeitete er als Lehrer, Assistent eines Theaterregisseurs, Journalist und beim Radio. Von 1945 bis 1950 studierte er am Maxim-Gorki-Literaturinstitut in Moskau. Bereits im Alter von neun Jahren begann er mit dem Schreiben von Gedichten. Im Jahr 1943 wurde sein erstes Buch mit Gedichten Plamennaja ljubow i schgutschaja nenawist (Пламенная любовь и жгучая ненависть) in awarischer Sprache veröffentlicht. Viele seiner Gedichte wurden in Form von Liedern in Russland bekannt, beispielsweise Schurawli.
Außerdem übersetzte er auch russische Literatur Puschkins, Lermontows, Majakowskis und Jessenins in die awarische Sprache, sowie Werke awarischer Autoren ins Russische. Als Autor parteitreuer Werke genoss er in der Sowjetunion hohes Ansehen.
In seinem Leben erhielt er viele Auszeichnungen, unter anderem den Stalinpreis, Leninpreis, Leninorden, den Orden der Oktoberrevolution, sowie zu seinem 80. Geburtstag den Orden des Heiligen Andreas des Erstberufenen von Wladimir Putin.
Der Asteroid des inneren Hauptgürtels (7509) Gamzatov wurde am 24. Januar 2000 nach ihm benannt.
Zu seinen Werken zählen unter anderem der Gedichtband Kaukasische Rhapsodie, der Roman Mein Dagestan (Дир Дагъистан, Мой Дагестан), Sinn- und Trinksprüche und das Gedicht Gorjanka (МагӀарулай, Горянка).

## Privates

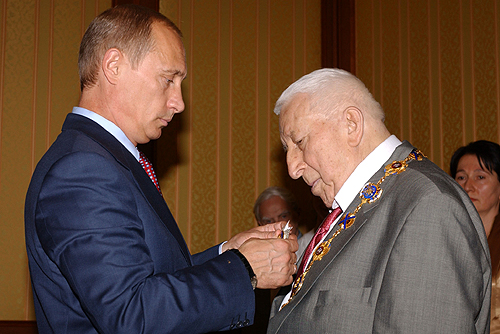
Rassul Gamsatow und Wladimir Putin 2003

Gamsatow war verheiratet mit seiner Frau Patimat († 2000) und hat drei Töchter. Zwei seiner Brüder starben während des Zweiten Weltkrieges. Sein jüngerer Bruder Gadschi Gamsatow (1926–2011) war Mitglied der Russischen Akademie der Wissenschaften.